# Śluzica pospolita
Śluzica pospolita, śluzica atlantycka, śluzica (Myxine glutinosa) – gatunek bezżuchwowca z rodziny śluzicowatych (Myxinidae).

## Zasięg występowania

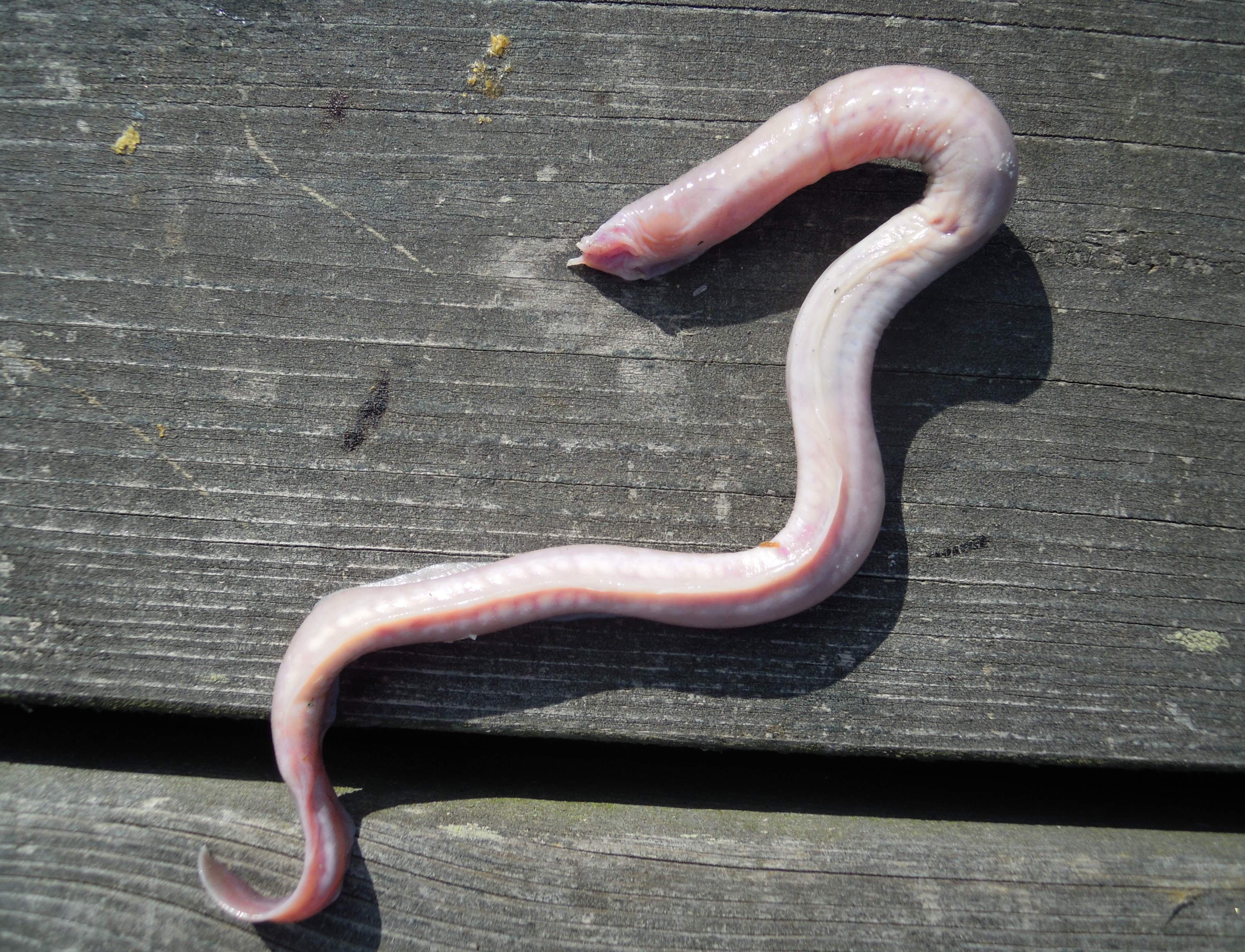
Śluzica pospolita złowiona w Stavern w Norwegii

Europejskie i północnoamerykańskie przybrzeżne wody płn. Atlantyku; od wybrzeży północno-wschodniej Rosji (okolice Murmańska) do zachodniej części Morza Śródziemnego i od Grenlandii po USA. Jedyna śluzica w płn.-wsch. Atlantyku.

## Cechy morfologiczne
Dorastają przeciętnie do 30–40 cm długości (maksymalnie 60–80 cm), samice są większe od samców; masa ciała około 0,5 kg.
Ciało wężowate i wydłużone, skóra gładka, bez łusek, pokryte grubą warstwą śluzu; brak oczu i parzystych płetw. Jama gębowa bezzębna z 4 parami śluzowych wyrośli.
Z przodu na każdym boku śluzic widnieje duży owalny otwór, przez który odprowadzana jest woda ze skrzeli. Otwór ten jest oddalony od głowy, co stanowi wyraz przystosowania do pasożytniczego trybu życia. Śluzice wyżerając bowiem wnętrzności i mięśnie częściowo wpełzają do wnętrza ciała ofiary.
Ubarwienie grzbietu szarobrązowe do czerwonobrązowego - zależnie od koloru dna.

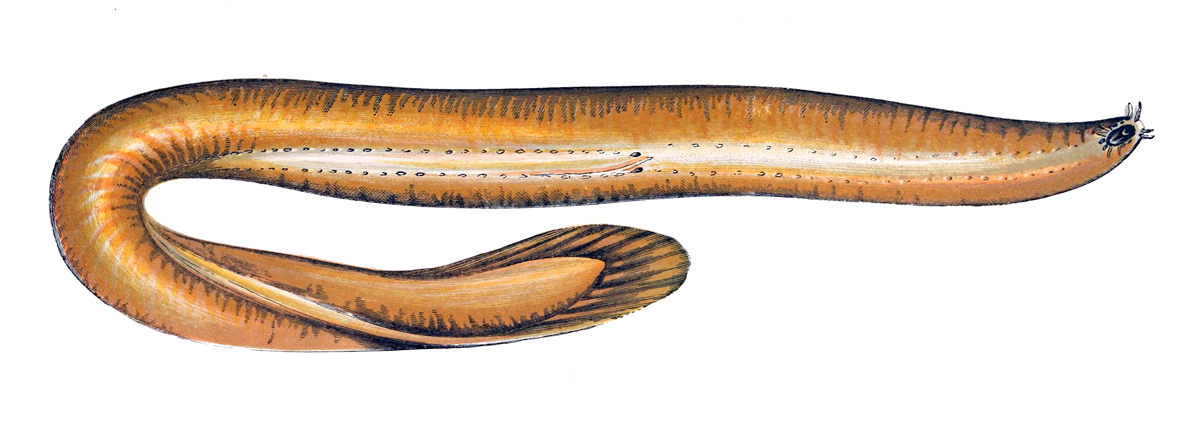

## Biologia i ekologia
Śluzice występują w pobliżu brzegów, na głębokości 20–60 m (max. 1200m), gdzie prowadzą typowe życie pasożytnicze. Przebywają na obszarach, gdzie stykają się bogate w ryby prądy morskie. Wymagają dużego zasolenia (co najmniej 30‰), oraz niskiej temperatury (poniżej 12 °C). Dzień spędzają zakopane po głowę w piasku. Dopiero w nocy wyruszają na poszukiwanie pokarmu.
Pasożyt, odżywia się bezkręgowcami (ważnym składnikiem diety jest krewetka północna) i rybami. Chętnie zbierają bezkręgowce tuż nad dnem morza, jednak głównie odżywiają się rybami, zarówno zdrowymi jak i chorymi, padłymi i uwięzionymi w sieciach. Język śluzic jest zaopatrzony w  rogowe zęby, którymi wgryzają się w ciało schwytanej ryby. Najpierw nagryzają skórę, a następnie po kawałku wyrywają mięśnie. Aby to  wykonać zwijają ciało w supeł, którego pętla opiera się na ciele ryby. Do wnętrza dużych ryb mogą wniknąć całkowicie. Często śluzice napadają gromadnie na swoje ofiary. Znany jest przypadek znalezienia w złowionym dorszu aż 213 śluzic. Do wrogów naturalnych należą m.in.: dorsz, brosma i morświn.
Śluzice osiągają dojrzałość płciową po osiągnięciu 25–28 cm długości ciała. Na okres tarła opuszczają wybrzeża i udają się na większe głębokości, gdzie na dnie składają 19–30 dużych jaj o średnicy 20–25 mm. Jaja śluzic są chronione przez podłużne rogowe otoczki, które na obu końcach mają włókna z haczykami. Dzięki nim jaja są sczepione i przymocowane do podłoża. Okres tarła trwa przez cały rok.

## Znaczenie
Przez rybaków jest uważana za szkodnika ze względu na wyjadanie ryb z sieci.